# Ottenby fågelstation

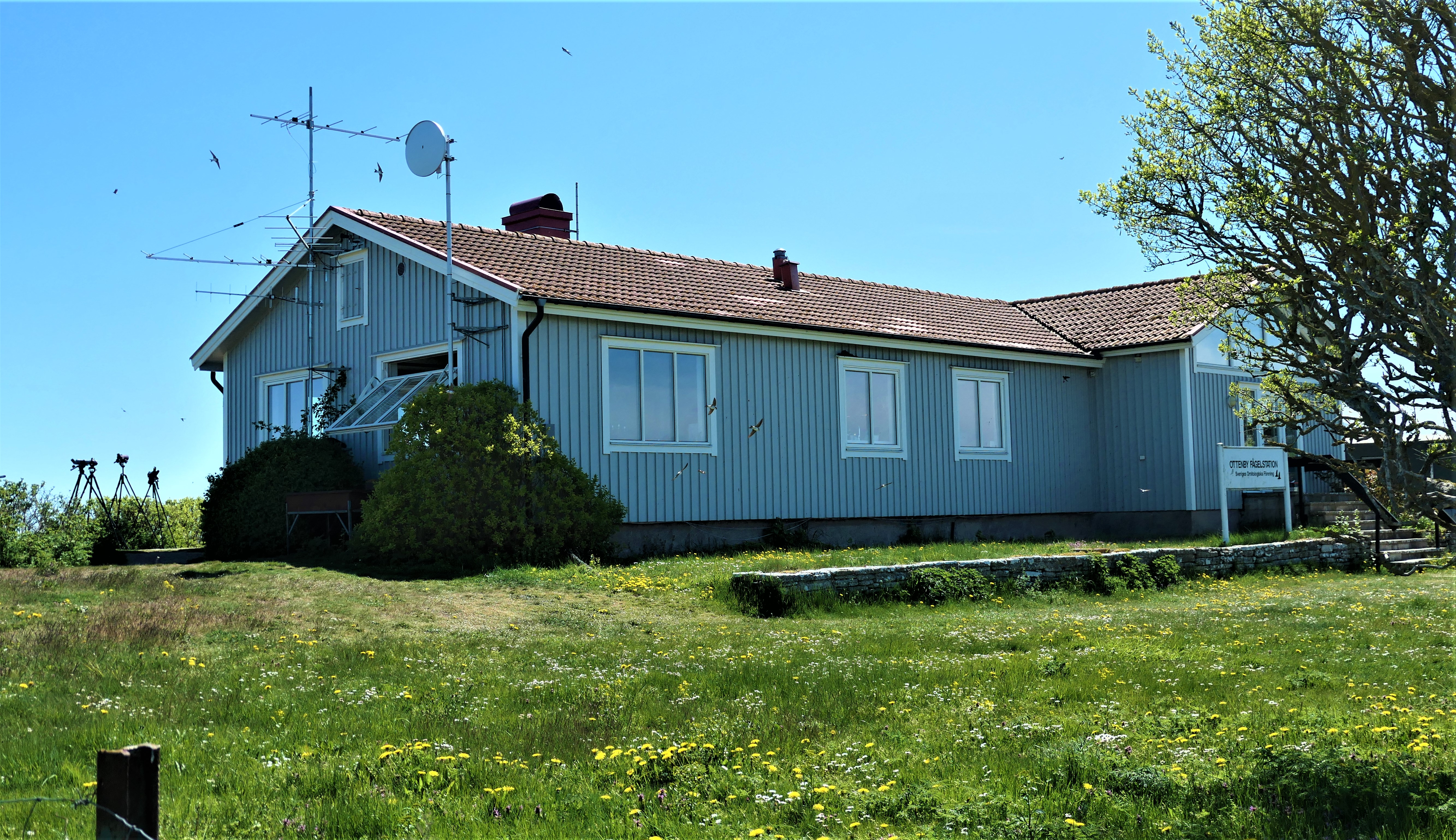
Fågelstationen

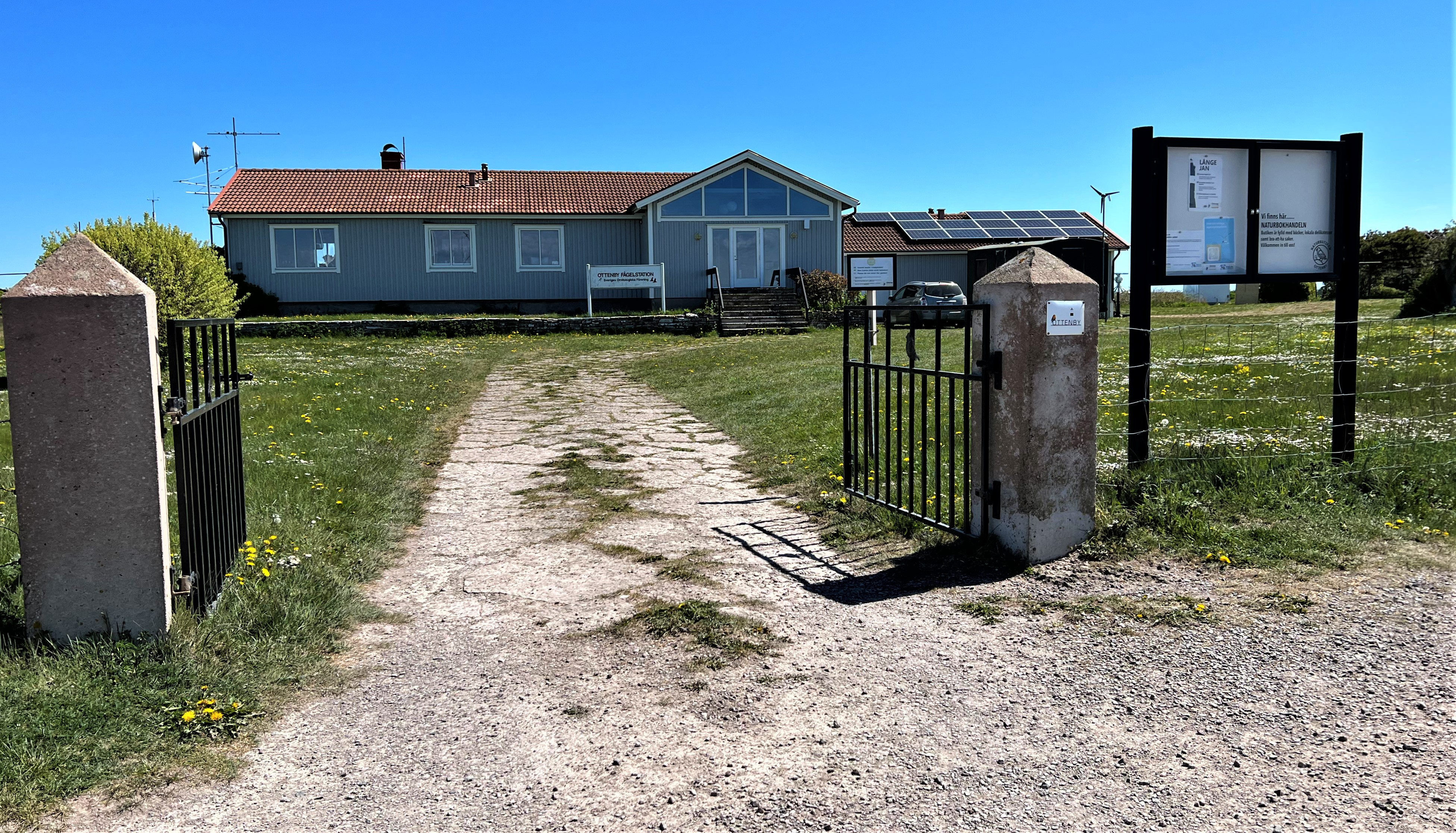
Huvudingången till stationens område

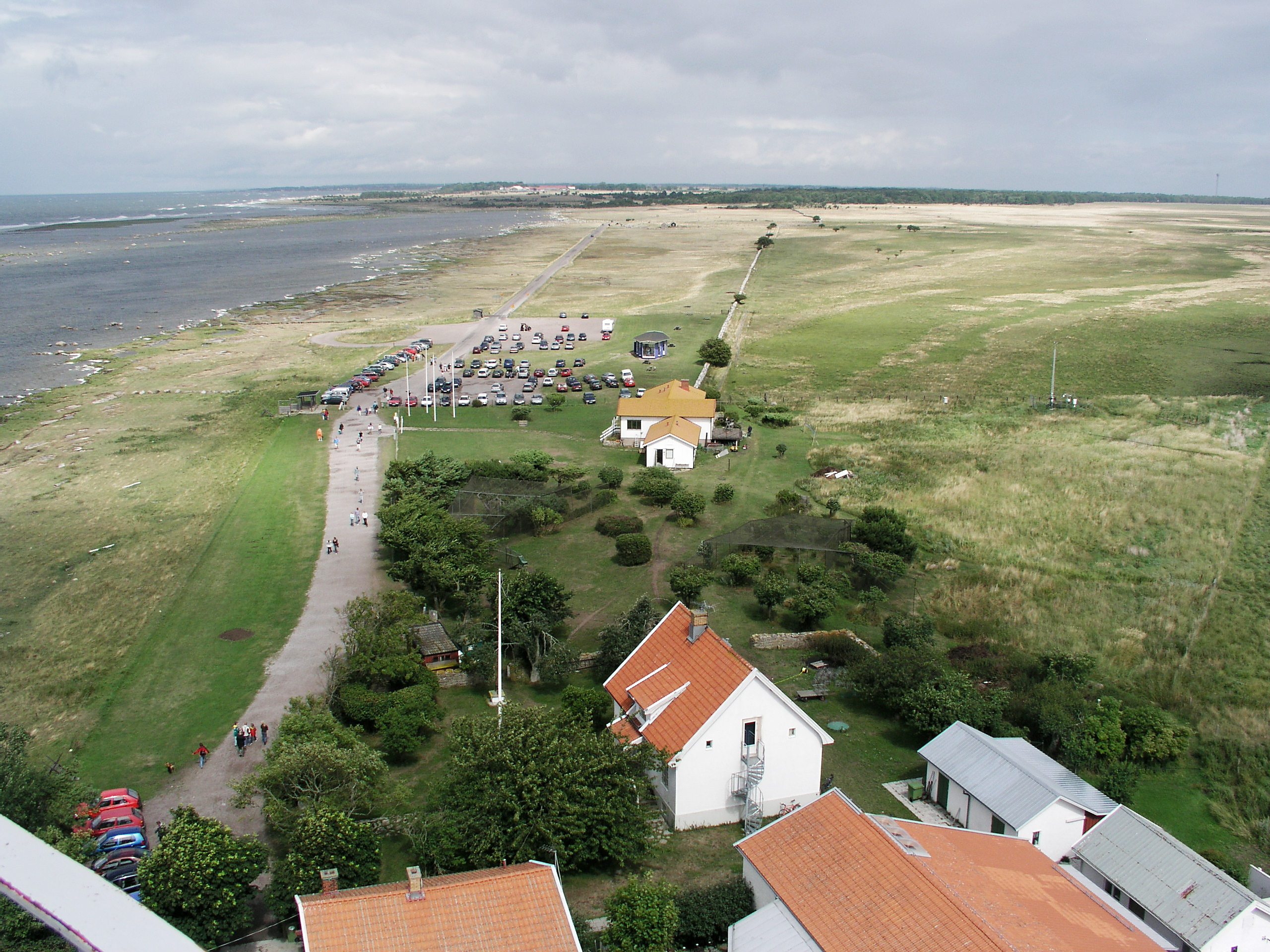
Stationens område sett mot norr fotograferat från fyren Långe Jan. Fångsten av fåglar sker med nät och fällor i trädgårdarna i fyrbyn. Till vänster i bild ses Gäddviken, inramad av Västrevet, och till höger breder Schäferiängen ut sig mot Ottenby lund.

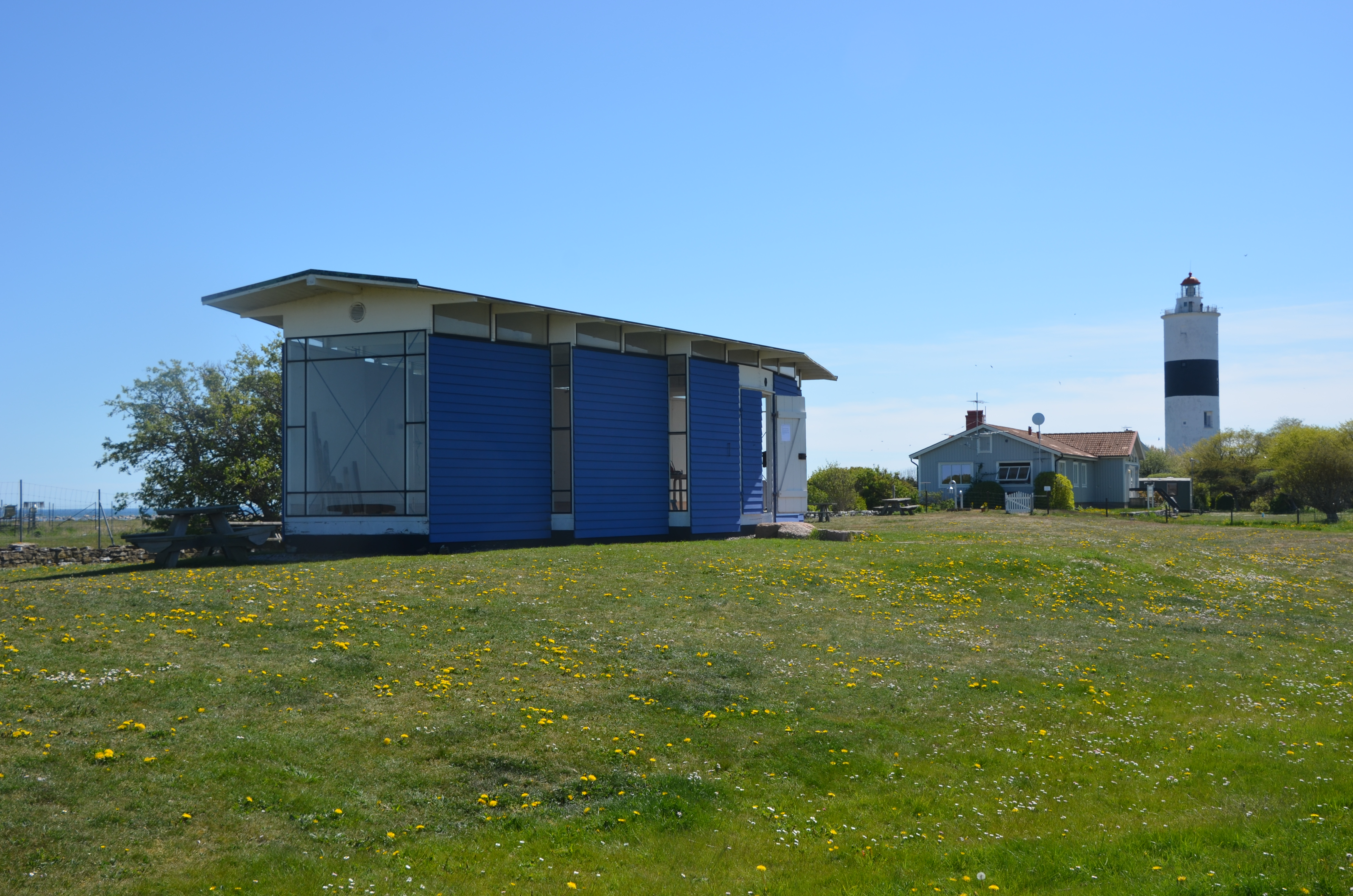
Ottenby gamla flyttfågelmuseum

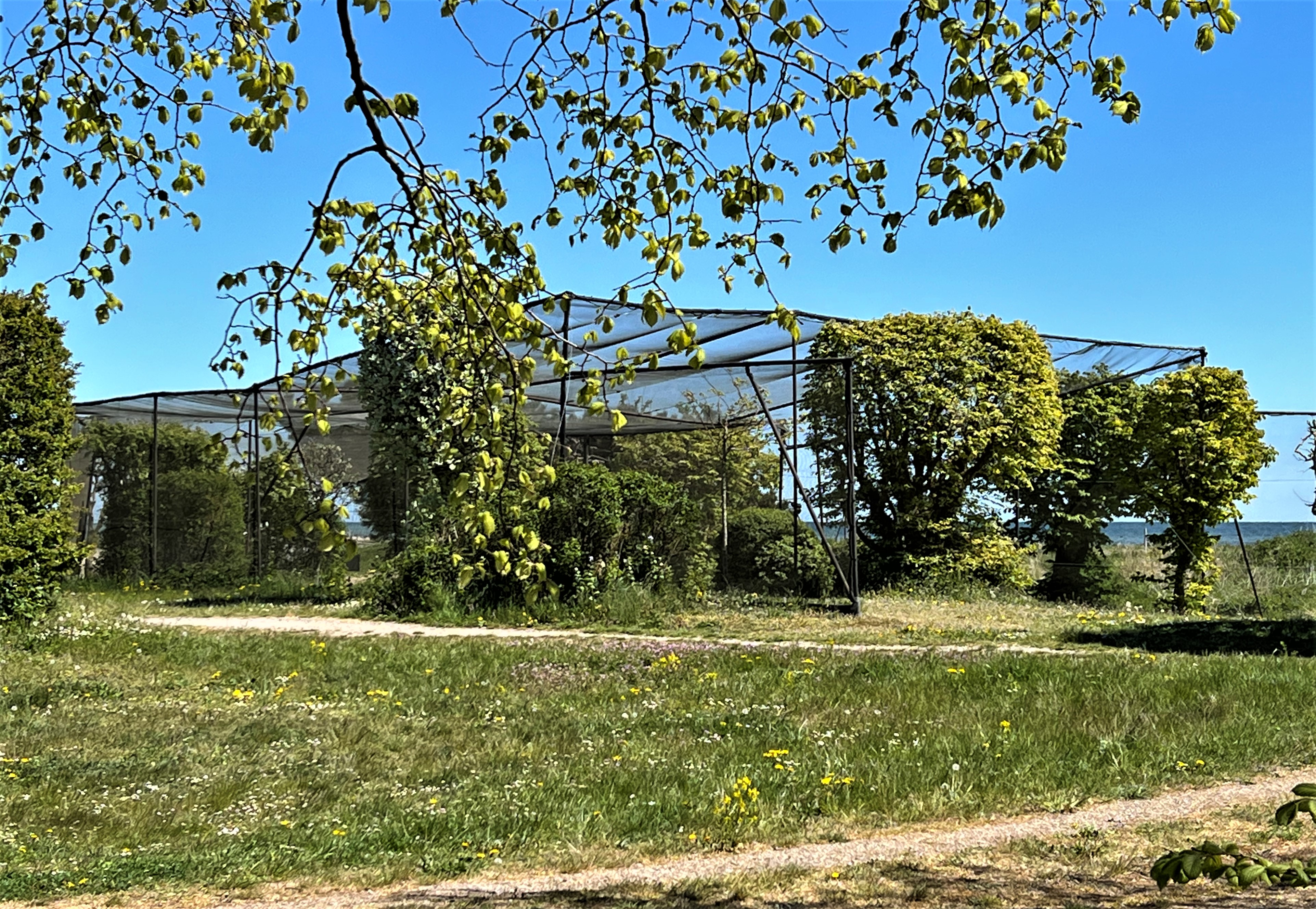
Helgolandsfälla vid fågelstationen

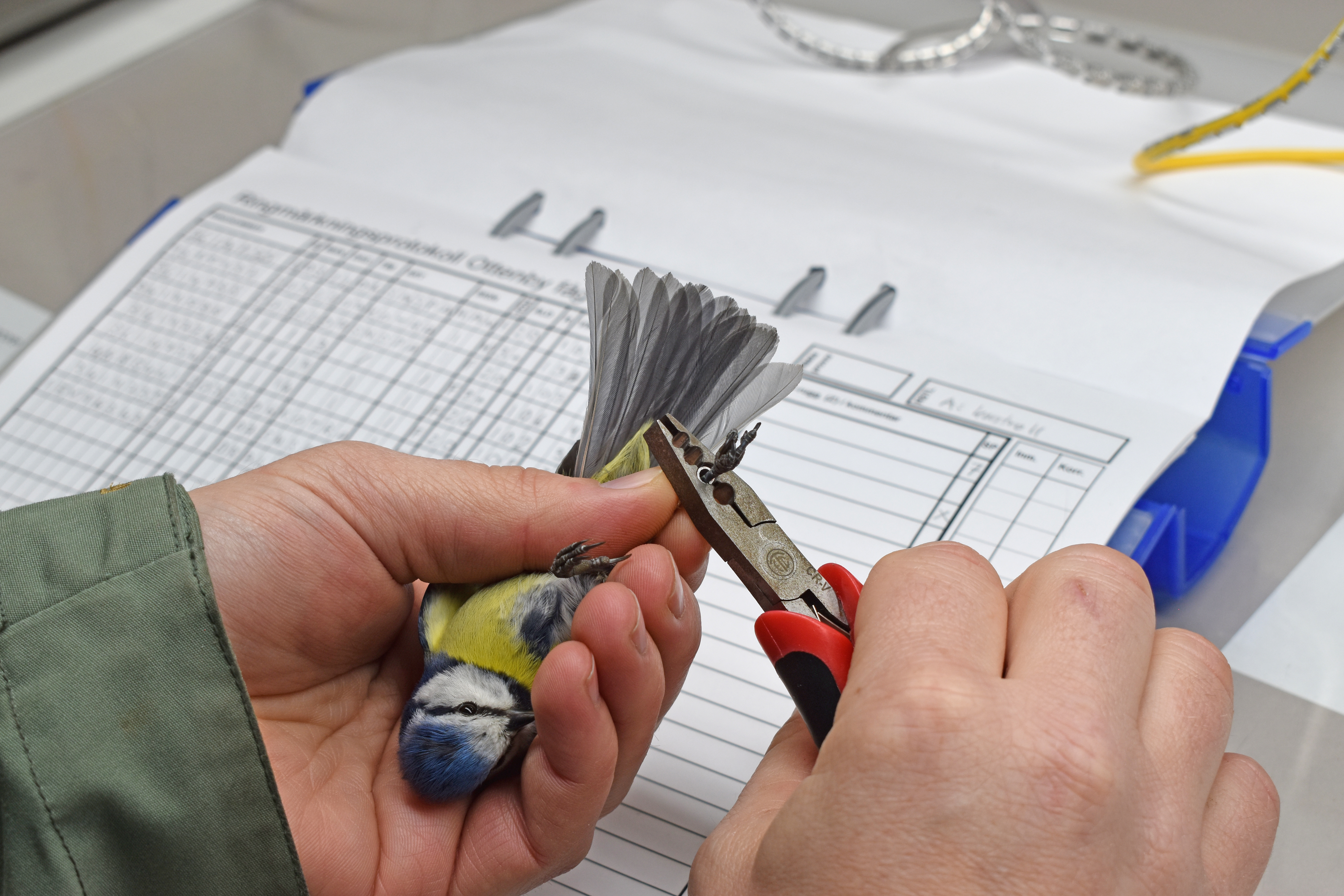
En blåmes märks med en aluminiumring om tarsen.

Ottenby fågelstation är en forskningsstation i Ottenby naturreservat vid Ottenby i Ås socken på Ölands södra udde. Vid Ottenby fågelstation  bedrivs en omfattande och bred fågelforskning. Fågelstationen grundades redan 1946 i samband med tillkomsten av stationens huvudman, Sveriges Ornitologiska Förening. Ringmärkningen av flyttande fåglar har bedrivits sedan dess och fågelstationen har idag världens längsta obrutna fångstserie. Den 28 september 2007 klockan 14.40 ringmärktes den miljonte fågeln, en rödhake.
Verksamheten baseras på ideella insatser och inkomsterna hämtas främst från besöksturismen genom guidningar och försäljning. Fågelstationen har en anställd chef, men för stora delar av arbetet med ringmärkningen, guidningar och forskningsprojekt svarar ideell personal.

## Verksamhet

### Ringmärkning
Vid Ottenby fågelstation har mer än 1,2 miljoner fåglar ringmärkts sedan 1946. Varje ring har ett unikt ringnummer vilket gör att om fågeln kontrolleras av en annan ringmärkare, avläses i fält, eller hittas död så kan man knyta märkdata till fynddata. Sådana ringåterfynd har bidragit till kunskapen om var svenska och skandinaviska fåglar häckar och övervintrar, hur gamla de blir samt vilka risker de utsätts för. Merparten av fåglarna fångas i trädgårdarna på Ölands södra udde med hjälp av 9-12 slöjnät och två Helgolandsfällor (benämnda A-fällan och Krattet) under vårperioden 15 mars - 15 juni och höstperioden 15 juli - 15 november. Under sommaren och tidiga hösten när de arktiska vadarna sträcker söderut fångas de med hjälp av särskilda vadarfällor på tångbankarna kring udden. Fågelstationen har också ett andfänge som används under höstarna.
De fyra vanligaste arterna i fångsten är rödhake (medel 1972-2019: 4185), kärrsnäppa (medel 1972-2019: 2581), kungsfågel (medel 1972-2019: 2453) och lövsångare (medel 1972-2019: 2101).

### Antalsövervakning
Sedan 1972 är fångstinsatsen vid Ottenby fågelstation standardiserad, vilket innebär att samma antal nät och fällor används på samma sätt och under samma perioder år efter år. Även vegetationen i fångstträdgården hålls efter så att den ska vara likartad. Standardisering gör att fångstsiffrorna kan användas för att undersöka trender i olika fågelarters populationsstorlekar och reproduktion. Vissa arter knutna till småskaligt jordbruk eller betesmarker, som exempelvis ortolansparv, visar stora minskningar över tid. Andra arter uppvisar ökningar, till exempel gärdsmyg som gynnats av de senare decenniernas milda vintrar.

### Studie av klimatförändringar
Den långa fångstserien från starten 1946, och från den standardiserade fångstens start 1972, är en av få långtida biologiska mätserier i Sverige och Europa vilket möjliggör analyser av hur fågelfaunan förändrats över tid. En förväntad effekt av klimatförändringarna är att våren kommer allt tidigare vilket också avspeglas i vårfåglarnas allt tidigare ankomst, både för kortdistansflyttare och tropikflyttare.

### Sjukdomsövervakning
Sedan 2000 har Ottenby fågelstation tillsammans med forskare från Linnéuniversitetet och Uppsala Universitet studerat förekomst av olika sjukdomsbringande mikroorganismer hos flyttande fåglar. Fokus har legat vid zoonoser (sjukdomar som kan spridas mellan djur och människa) och särskilt välstuderat är influensa A-virus hos änder. Fångst och provtagning av änder sker vid ett särskilt andfänge.

### Köns- och åldersbestämning

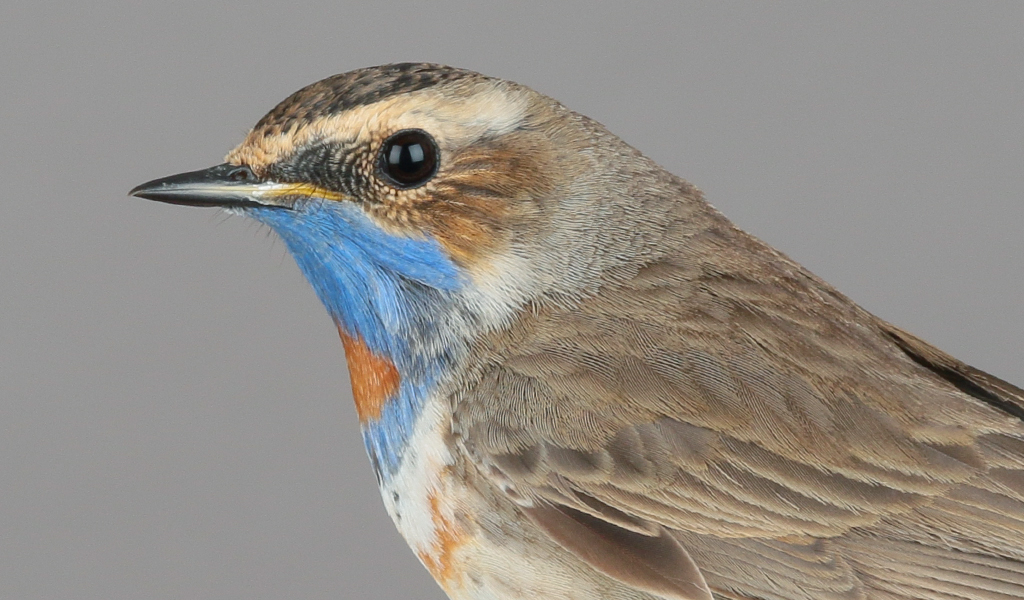
Adult hane blåhake (Luscinia svecica) ringmärkt vid Ottenby fågelstation 14 maj 2019. Bilden är en del av den digitala guiden för ålders- och könsbestämning av fåglar som utvecklas vid fågelstationen.

Fåglar som fångas för ringmärkning ålders- och könsbestäms med hjälp av skillnader i storlek, fjäderdräkt och ruggningsmönster. Ibland kan skillnaderna vara tydliga, men för många arter är skillnaderna små eller saknas. Ottenby fågelstation dokumenterar och utvärderar utseendet hos fåglar för att hitta karaktärer som kan användas för köns- och åldersbestämning vid ringmärkning. Som ett led i detta publiceras bestämningskaraktärer i en fritt tillgänglig digital resurs för ringmärkare (Ringers’ DigiGuide).

### Guideverksamhet
Ölands södra udde är ett stort besöksmål och utåtriktad guideverksamhet har länge varit en av grundpelarna i Ottenby fågelstations arbete. År 1961 invigdes ett flyttfågelmuseum, ritat av arkitekten Jan Gezelius, vilket var i drift fram till dess att Ottenby Naturum startade 1998. Fågelstationen anordnar ringmärkningsguidningar i fångstträdgården under stora delar av året.

## Fågelstationens förhistoria
Fågelstationen grundades 1946, men föregicks av en längre tids intresse om fågellivet och flyttfåglarna vid Ölands södra udde bland svenska ornitologer. Ett tidigt omnämnande gjordes av Carl Linnaeus där han vid besöket 8 juni 1741 under sin Öländska resa bland annat stötte på "Tvenne vita och för oss främmande fåglar, som voro något större än fiskmåsor, såges på landet men flögo upp vid vårt annalkande. En av dem sköts straxt, och berättades oss att folket kallade honom skärfläcka, och att han endast fanns här på yttersta udden av Öland." Linnaeus besök var dock hastigt och Ottenby som fågellokal avhandlas inte på något sätt som sticker ut från andra orter han besökte under resan. Ölands södra uddes ryktbarhet för fågelstudier förändras dock under 1800-talet, dels av anteckningar från lokala och tillresta naturintresserade personer och dels när en rad professionella ornitologer började besöka området. Den främste av dessa var den tyskättade konservatorn Wilhelm Meves som från 1842 var verksam vid Naturhistoriska riksmuseet i Stockholm. I sitt arbete besökte Meves Ottenby 1847 och 1867 för att samla in fåglar och andra djur till museets samlingar. Från den senare expeditionen redovisas hela 103 arter fåglar och diverse bon och ägg. Meves publicerade sina anteckningar om de fåglar han observade (i Kungliga Vetenskapsakademins förhandlingar 1868), vilka tecknade ett porträtt av en för landet säregen och rik fågelfauna, med häckande halsbandsflugsnappare, spelande härfåglar, sommargylling och riklig förekomst av kornsparv, men även fåglar som vi idag finner som vanliga men som då var ovanliga, som exempelvis skrattmås. 

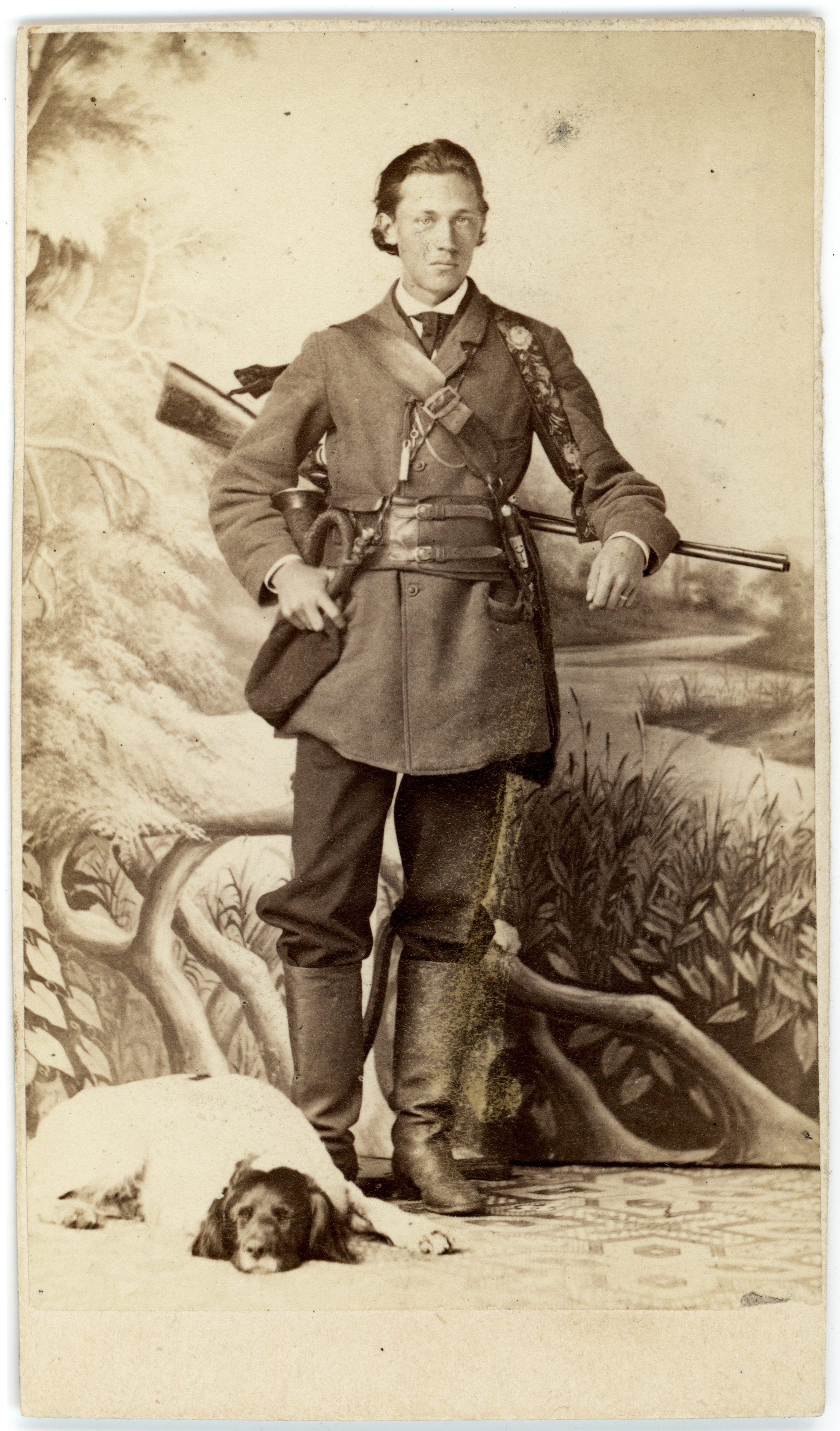
Gustaf Kolthoff var en av pionjärerna inom svensk ornitologi och bidrog till att göra Ottenbyområdet känt som flyttfågellokal under slutet av 1800-talet och början av 1900-talet.

Meves blev också en mentor för Gustaf Kolthoff, vilken tillsammans med sonen Kjell Kolthoff under slutet av 1800-talet tillbringade mycket tid vid Ottenby för att studera fågellivet. Far och son Kolthoff sköt långa serier av flyttande fåglar, sammanlagt mer än 40,000 stycken, och bidrog genom dessa till att beskriva dräktvariation hos flera fågelarter samt att för första gången påvisa tågordningen av vadarfåglarnas flyttning med olika tidsperioder för hanar, honor och ungfåglar. Båda var också goda skribenter och gjorde målande beskrivningar av områdets fågelrikedom i olika böcker. Ett ofta återgivet citat som minner om ett Öland i förändring är när Gustaf Kolthoff skriver om svartärnor över Schäferiängarna 28 juli 1891: "Hvad som dock ådrog sig min mesta uppmärksamhet var en stor, tät flock af svarta tärnor som likt ett mörkt moln rörde sig fram och åter långt borta mot fyren på öns sydligaste udde. Det var en skara af flera tusen stycken. Ytterst hastigt sänkte flocken sig ned, bredde ut sig tätt över marken och delade sig så fort att jag inom några minuter ej såg annat än tärnor, hvart jag vände ögonen". 
Under de första årtionden av 1900-talet ändrade ornitologin karaktär och kikaren började så sakteliga ersätta geväret. Ringmärkningen var nyligen etablerad som metod, där den danske lektorn Hans Christian Mortensen med egentillverkade ringar fram till 1920 ringmärkt mer än 5,000 fåglar i Jylland. Mortensens arbete inspirerade till ringmärkningsprogram i flera europeiska länder, exempelvis startade den första fågelstationen 1901 vid Rossitten i dåvarande Ostpreussen. I Sverige var det Leonard Jägerskiöld, intendent vid Naturhistoriska museet i Göteborg, som initierade svensk ringmärkning genom att uppdra åt konservator Gustav Kihlén att ringmärka fjällvråkar i Lappland sommaren 1910. Ringmärkningen ökade successivt i omfattning under 1920- till 1940-talet, med bas i de naturhistoriska museerna i Stockholm och Göteborg och via Svenska Jägareförbundet. En tidig pionjär på Öland, inklusive på Schäferiängarna, var Paul Henrici som åren 1921-1947 ringmärkte uppåt 24,000 fågelungar på Öland.
Drivande i tillblivelsen av Ottenby fågelstation var ett gäng svenska ornitologer med Gunnar Svärdson i spetsen. Svärdson hade tillsammans med Ulf Bergström undersökt möjligheterna till fångst av flyttfåglarna i fyrbyn vid Långe Jan höstarna 1937 och 1938 och baserat på resultaten börjat arbeta för att etablera den första svenska fågelstationen just där. Arbetet med att organisera och finansiera arbetet fortgick under krigstiden, där bland Sveriges Ornitologiska Förening grundades 1945 som avknoppning från Naturskyddsföreningen i syfte att koncentrera det ornitologiska arbetet. Efter insamling av medel (28,000 kr) kunde den nya stationsbyggnaden öppna sommaren 1946.

## Den synliga sträcket 1947–1956
Ett av de tidiga projekten vid fågelstation var att kartlägga det synliga sträcket av flyttfåglar under sommar och höst. Under mer än 10 års tid räknades sträckande fåglar från Sälön, söder om fyren Långe Jan, och varje observation bokfördes. Räkningarna mynnade 1972 ut i bokverket The Visible Migration of Birds at Ottenby, Sweden sammanställd av Carl Edelstam. Projektet var ett av de första i sitt slag och bidrog till att öka kunskap om fåglarnas sträckperioder, och flyttning i relation till exempelvis väder.

## Bilder

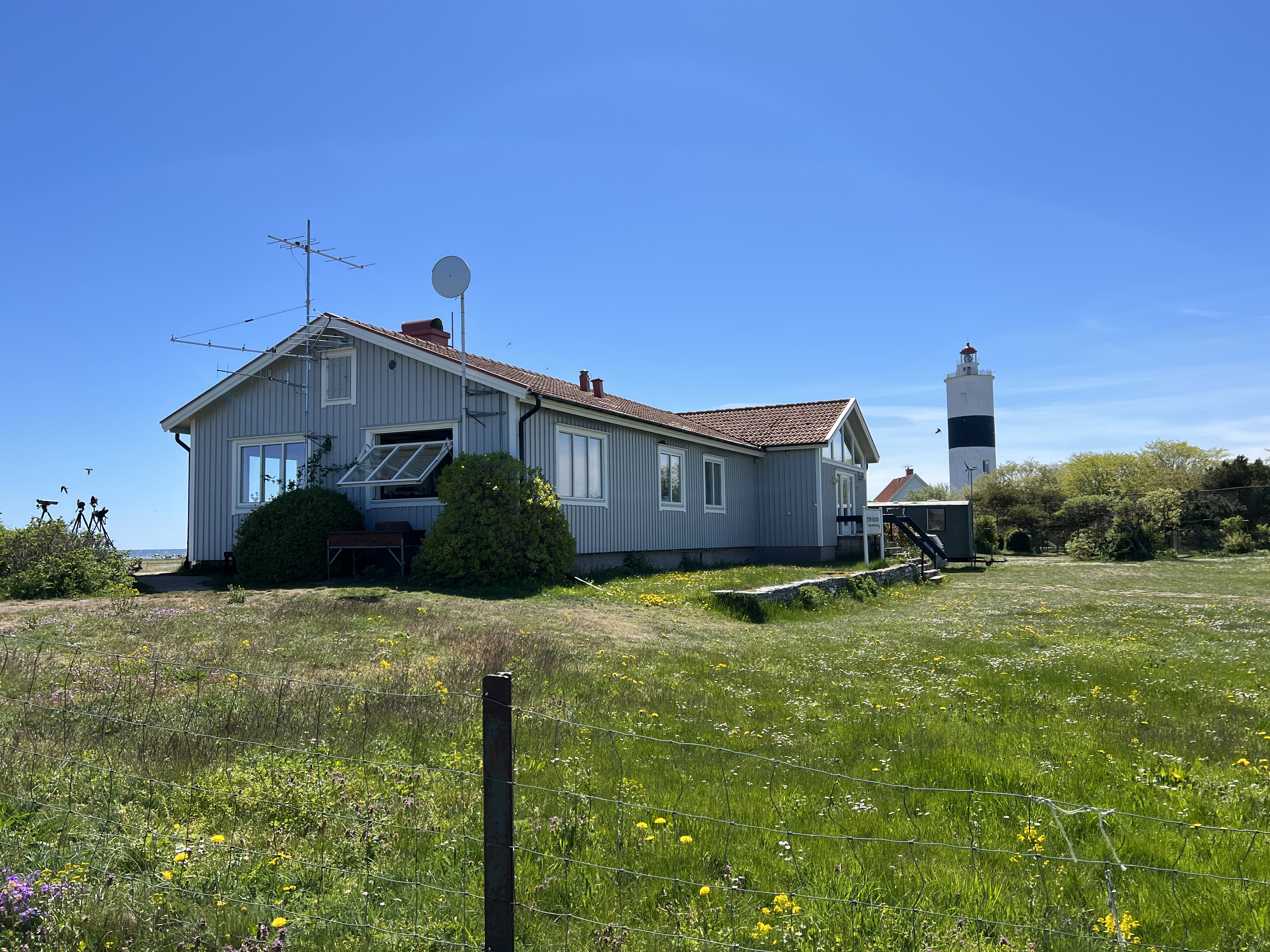
Fågelstationen med Långe Jan i bakgrunden
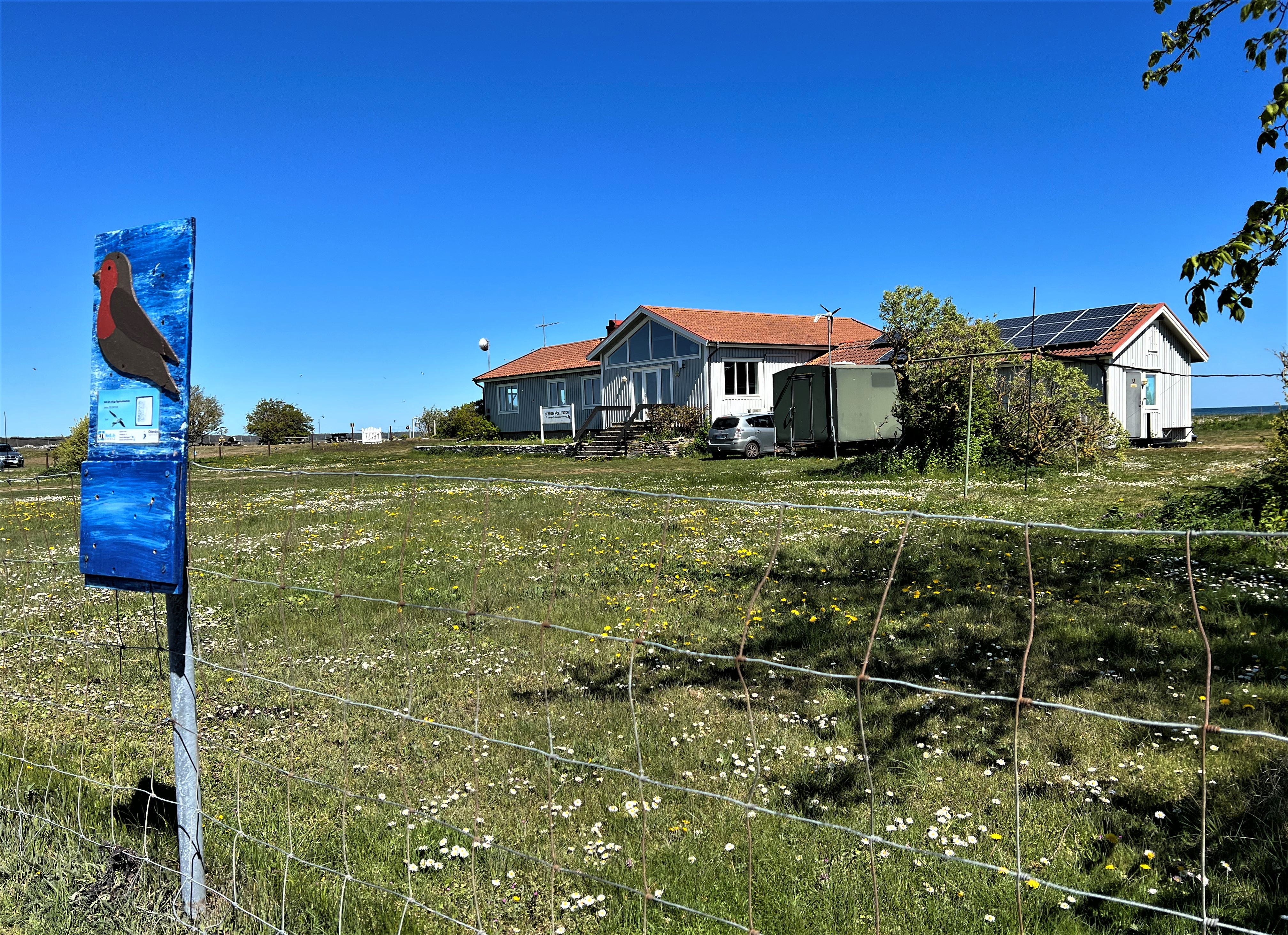
Fågelstationen
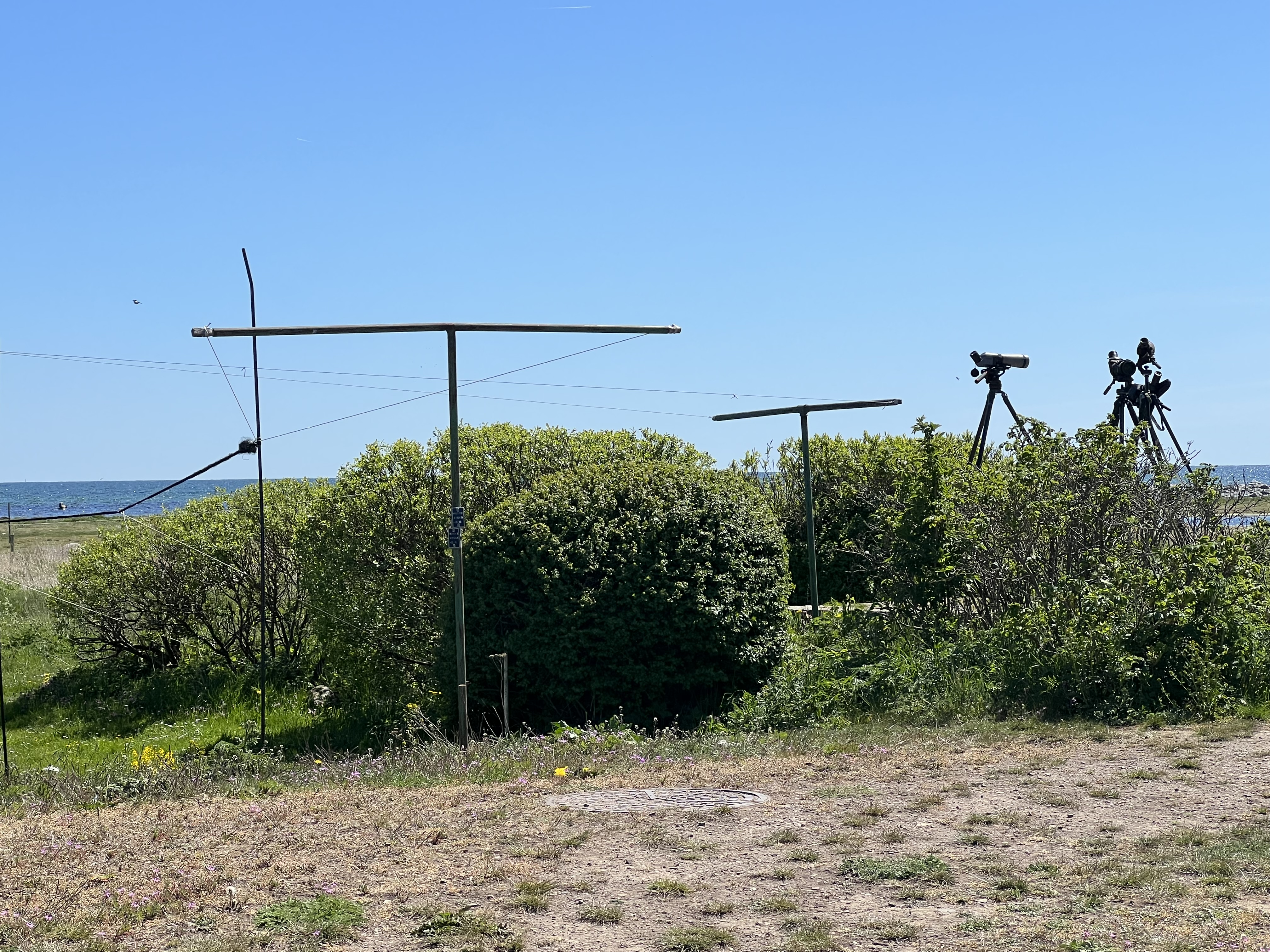
Tubkikare och annan utrustning intill stationsbyggnaden
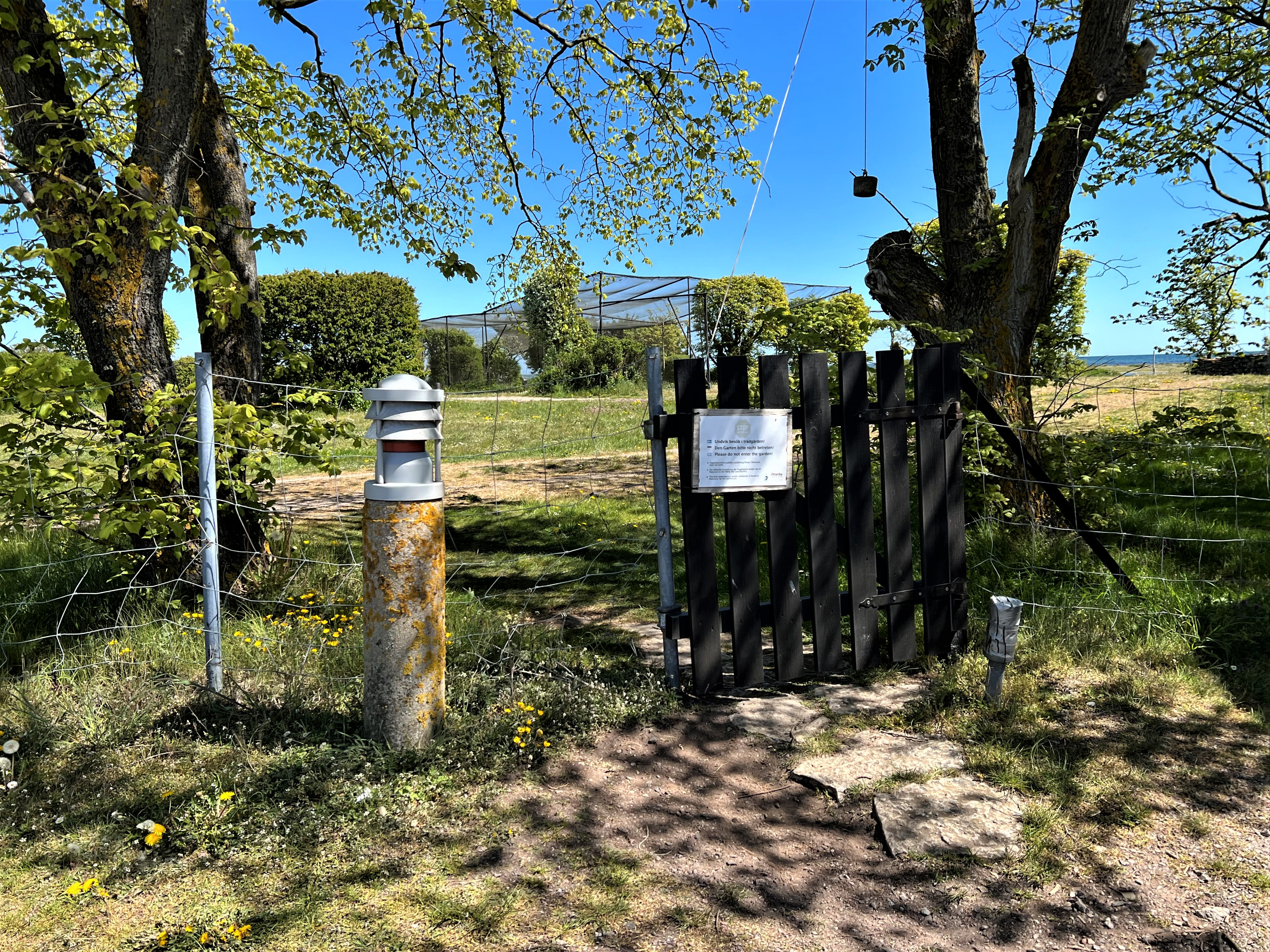
Grinden till området med helgolandsfällor